# Gaspar Becerra
Gaspar Becerra Padilla – hiszpański malarz i rzeźbiarz renesansowy tworzący pod wpływem Michała Anioła. Wykonał freski na sklepieniu Pałacu Królewskiego El Pardo.